# 2. Cellokonzert (Dvořák)
Das Cellokonzert h-Moll, Opus 104, von Antonín Dvořák ist eines der berühmtesten Cellokonzerte und gehört zu Dvořáks bekanntesten Werken. Es ist eines der wichtigsten Stücke des Violoncello-Repertoires.

## Entstehung
Dieses Cellokonzert wurde zwischen dem 8. November 1894 und dem 9. Februar 1895 in den USA komponiert. Erst die Uraufführung von Victor Herberts zweitem Cellokonzert gab ihm den Impuls, selbst ein Konzert zu schreiben. Ein Versuch war dem bereits vorausgegangen: 1865 hatte Dvořák ein Cellokonzert in A-Dur (ohne Opuszahl) geschrieben, das von ihm aber weder orchestriert wurde, noch zu Dvořáks Lebzeiten aufgeführt oder veröffentlicht wurde.
1895 soll Johannes Brahms nach dem Lesen der Partitur ausgerufen haben: „Warum habe ich nicht gewusst, dass man ein Cellokonzert wie dieses schreiben kann? Hätte ich es gewusst, hätte ich schon vor langer Zeit eines geschrieben!“
Das Konzert wurde am 19. März 1896 in London uraufgeführt. Der englische Cellist Leo Stern trat zusammen mit der Royal Philharmonic Society unter der Leitung des Komponisten auf. Ursprünglich hätte Hanuš Wihan dieses Konzert spielen sollen, da das Werk ihm auch gewidmet ist und er ein persönlicher Freund Dvořáks war. Wihan hatte aber zuletzt zu viele kompositorische Änderungen vorgeschlagen und sogar selbst eine Kadenz ausgearbeitet, was Dvořák zuletzt dann doch zu weit ging.

## Zur Musik
Allegro
Dauer ca. 16 Minuten
Der erste Satz ist sehr klassisch gegliedert. Nach dem berühmten, sehr einprägsamen Hauptthema folgt ein sehr ruhiges Hornsolo mit dem Seitenthema. Für ein Cellokonzert setzt das Cello im ersten Satz relativ spät und plötzlich ein, und entwickelt zudem eigene melodische Linien, die mit den eingangs vorgestellten Themen wenig zu tun haben. Erst im Verlauf des Satzes entwickelt sich dann ein Dialog zwischen Orchester und Soloinstrument.
Adagio, ma non troppo
Dauer ca. 12–13 Minuten
In diesem weitgehend ruhigen Satz zitiert Dvořák sein Lied „Lasst mich allein“ (op. 82, Nr. 1), das Lieblingslied seiner Schwägerin, die im Frühjahr 1895 verstorben war. Dvořák hatte sich heimlich in sie verliebt.
Finale. Allegro moderato
Dauer ca. 13 Minuten
Der Schlusssatz wird zunächst ruhig vom Orchester eingeleitet und steigert sich erst mit dem Einsatz des Cellos, das das vollständige Thema des Satzes spielt.
In der Coda wird noch einmal das Lied „Lasst mich allein“ zitiert. Die von Wihan vorgeschlagene Kadenz hatte Dvořák von vornherein „aus persönlichen Gründen“ abgelehnt.

## Aufnahmen (Auswahl)
- Pau Casals, Tschechische Philharmonie, Dirigent:  George Szell (1937)
- Emanuel Feuermann, Chicago Symphony Orchestra, Dirigent: Hans Lange, Chicago, 9. Januar 1941, West Hill Radio Archives, USA (2012)
- Leonard Rose,  Philadelphia Orchestra, Dirigent: Eugene Ormandy (Sony, 1964)
- Anja Thauer, Tschechisches Philharmonisches Orchester, Dirigent: Zdeněk Mácal, (Deutsche Grammophon, 1968)
- Mstislaw Rostropowitsch, Berliner Philharmoniker, Dirigent: Herbert von Karajan (Deutsche Grammophon, 1968)
- Jacqueline du Pré, Chicago Symphony Orchestra, Dirigent: Daniel Barenboim (EMI, 1971)
- Mischa Maisky, Berliner Philharmoniker, Dirigent: Zubin Mehta (Deutsche Grammophon, 2004)
- Jean-Guihen Queyras, Prague Philharmonia, Dirigent: Jiří Bělohlávek (Harmonia Mundi 2005)
- Marc Coppey, Deutsches Symphonie-Orchester Berlin, Dirigent: Kirill Karabits (audite Musikproduktion 2017)